# Česká socialistická republika
Česká socialistická republika byl členský stát federativní Československé socialistické republiky. Druhým státem federace byla Slovenská socialistická republika. Česká socialistická republika vznikla 1. ledna 1969 na základě ústavního zákona o československé federaci. Název Česká socialistická republika byl od 6. března 1990 změněn ústavním zákonem na Česká republika.
Podle ústavního zákona o československé federaci byl státní občan každé z obou republik zároveň státním občanem Československé socialistické republiky a občan jedné republiky měl na území druhé republiky stejná práva a stejné povinnosti jako občan této republiky. Hlavním  městem České socialistické republiky byla Praha.

## Politický systém
Postavení a orgány České socialistické republiky vymezoval ústavní zákon o československé federaci v hlavě sedmé. Česká socialistická republika byla socialistickou republikou s ústavně zakotvenou vedoucí úlohou KSČ.

### Česká národní rada
Zákonodárným sborem republiky byla Česká národní rada.

### Vláda České socialistické republiky
Vláda České socialistické republiky měla výkonnou moc.

### Předsedové vlád a vlády
- Stanislav Rázl (1969)
  - vláda Stanislava Rázla
- Josef Kempný (1969–1970)
  - vláda Josefa Kempného a Josefa Korčáka
- Josef Korčák (1970–1987)
  - vláda Josefa Kempného a Josefa Korčáka
  - druhá vláda Josefa Korčáka
  - třetí vláda Josefa Korčáka
  - čtvrtá vláda Josefa Korčáka
  - vláda Josefa Korčáka, Ladislava Adamce, Františka Pitry a Petra Pitharta
- Ladislav Adamec (1987–1988)
  - vláda Josefa Korčáka, Ladislava Adamce, Františka Pitry a Petra Pitharta
- František Pitra (1988–1990)
  - vláda Josefa Korčáka, Ladislava Adamce, Františka Pitry a Petra Pitharta
- Petr Pithart (1990)
  - vláda Josefa Korčáka, Ladislava Adamce, Františka Pitry a Petra Pitharta

## Administrativní dělení

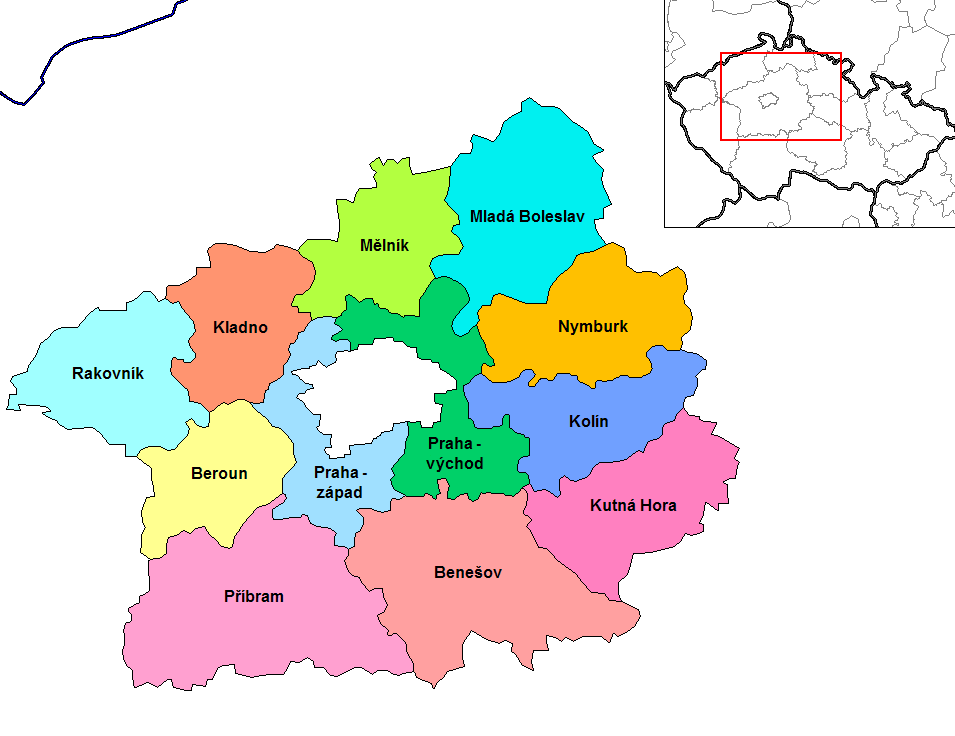
Středočeský kraj (včetně Prahy)
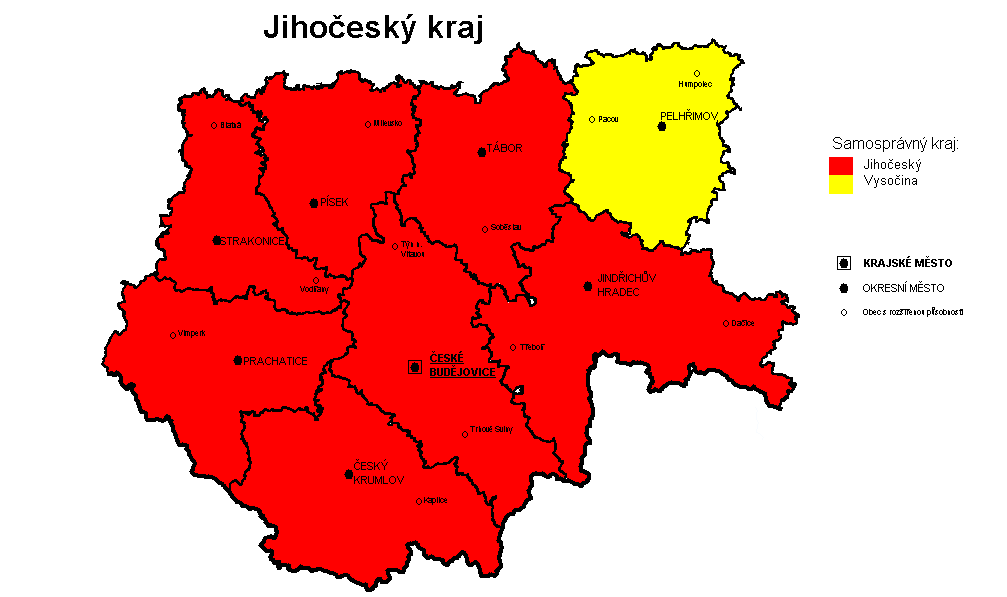
Jihočeský kraj
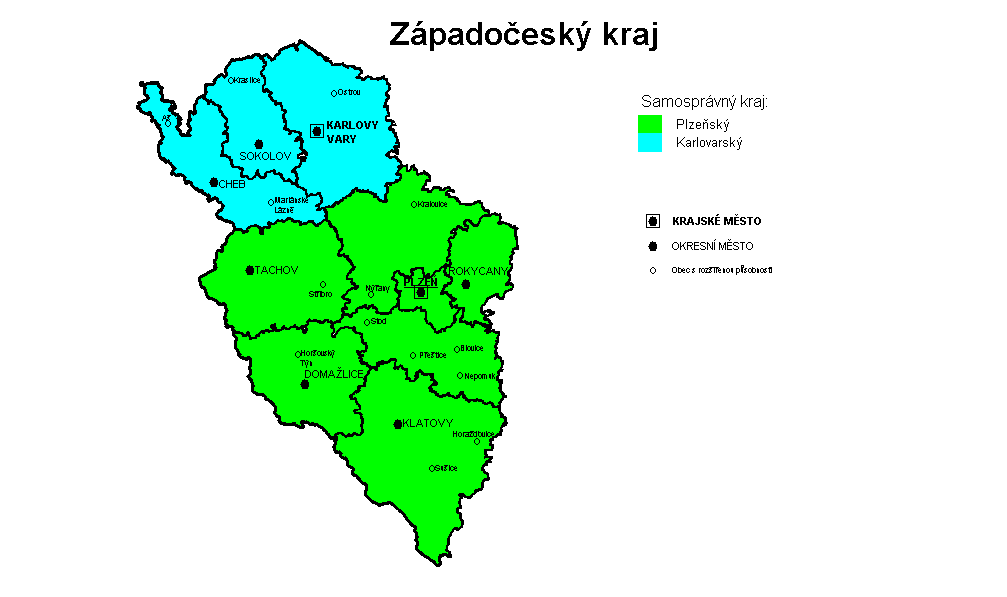
Západočeský kraj
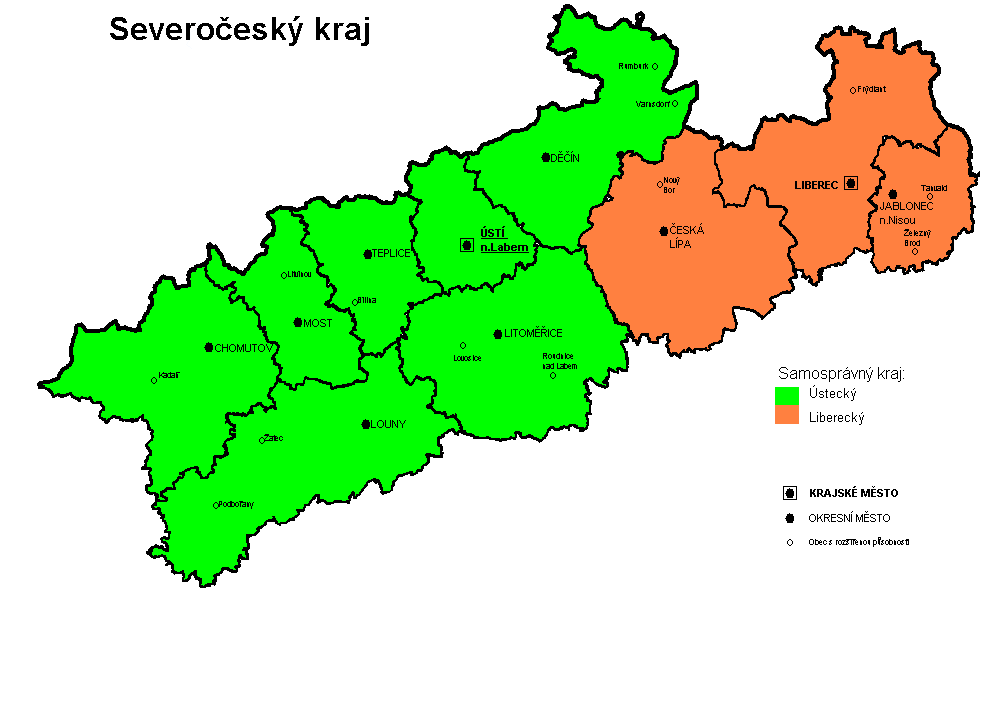
Severočeský kraj
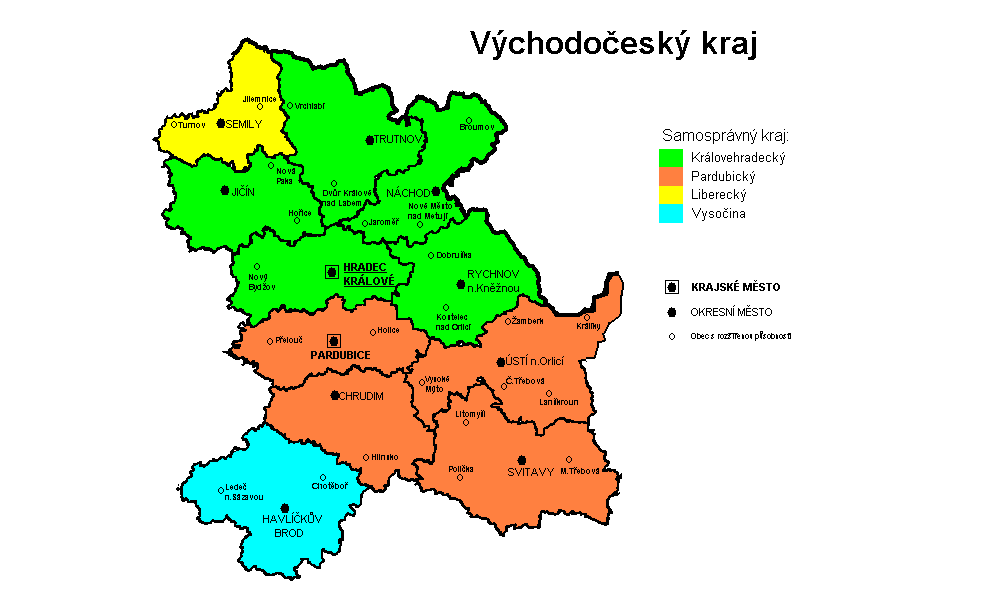
Východočeský kraj
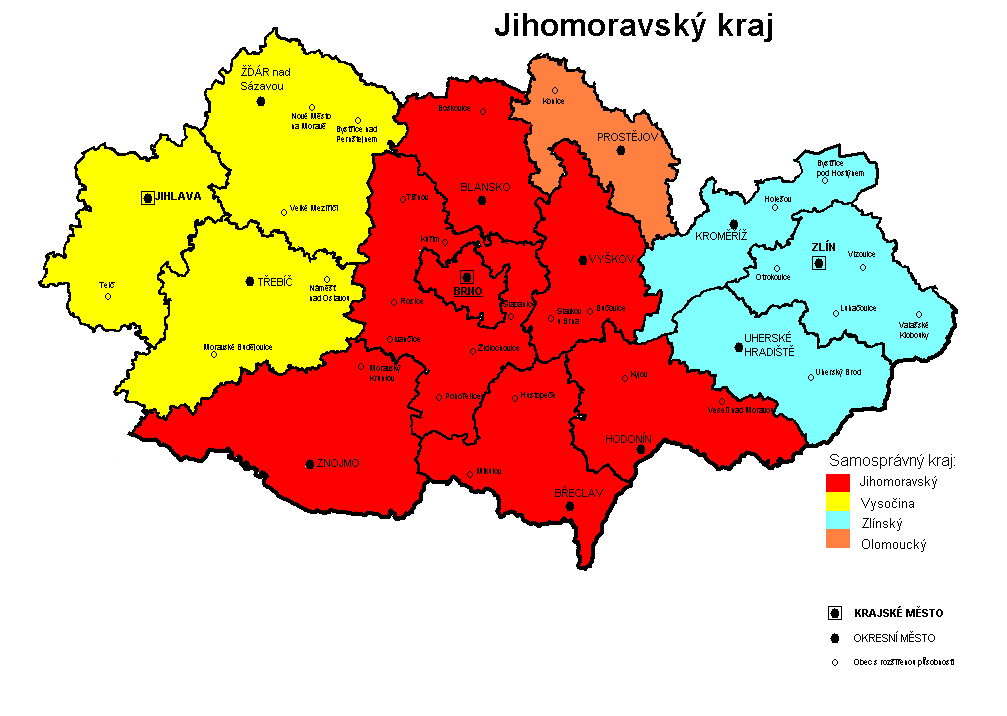
Jihomoravský kraj
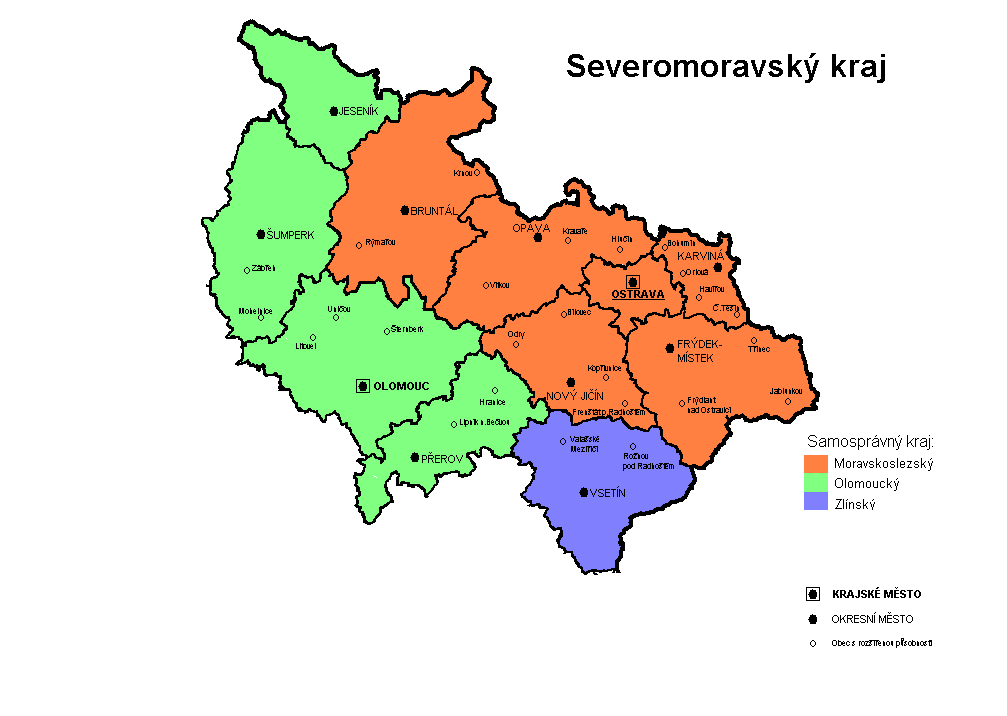
Severomoravský kraj